# Solidarity for LGBT Human Rights of Korea
Solidarity for LGBT Human Rights of Korea (Hangul: 행동하는 성소수자 인권연대; SLRK) je jihokorejská LGBT lidskoprávní organizace hájící a zastupující práva sexuálních menšin. Založena byla 9. září 1997 v jihokorejském hlavním městě Soul. Jejím současným reprezentantem je Kwak Yi-kyong. Předtím tuto funkci vykonávali Jeong Yol a Chang Byongkeon.
Založení organizace předcházel studentský LGBT klub s názvem „University Students' LGBT Human Rights Association“ (Hangul: =대학생동성애자인권연합, Hanča: 大學生同性愛者人權聯合; v anglickém překladu Union for University Student's Homosexual Rights), který se v pozdějších letech [kdy?] rozrostl do rozsáhlé LGBT lidskoprávní organizace a podpůrné skupiny.
1. března 2015 se „Solidarity for LGBT Human Rights of Korea“ reorganizovala a momentálně vystupuje pod názvem „Solidarity for LGBT Human Rights of Korea“ (Hangul: 행동하는 성소수자 인권연대; v anglickém překladu Active Solidarity for Sexual Minority Rights).